# Raincloud
Raincloud is een nummer van de Britse muziekduo Lighthouse Family uit 1997. Het is de eerste single van hun tweede studioalbum Postcards from Heaven.
"Raincloud" is een dansbaar nummer met een vrolijk geluid. De plaat leverde de Lighthouse Family een grote hit op in hun thuisland het Verenigd Koninkrijk, waar het de 6e positie behaalde. In het Nederlandse taalgebied had het nummer minder succes; met in Nederland een 16e positie in de Tipparade, en in Vlaanderen een 7e positie in de Tipparade.